# Slađana Golić
Slađana Golić (Banja Luka, 12. veljače 1960.) umirovljena je srbijanska košarkašica i jugoslavenska reprezentativka. Igrala je na mjestu centra.
Košarkašku karijeru započela je u Mladom Krajišniku iz rodnog grada. Tijekom karijere, igrala je i za Santacler, Vršac i Pamplonu.
S juniorskom jugoslavenskom reprezentacijom osvojila je broncu na Univerzijadi 1983. u kanadskom Edmontonu i zlato četiri godine kasnije u Zagrebu.
Uz olimpijsko srebro iz Seula 1988. i svjetsko srebro iz Kuala Lumpura 1990., dvaput je bila i europskom doprvakinjom (1987. u Cadizu i 1991. u Tel Avivu).
Za Jugoslaviju je nastupala i na Olimpijskim igrama u Los Angelesu 1984., na kojima je igrala u svih pet utakmica skupine.
Svoju najbolju momčadsku košarku igrala je na Olimpijskim igrama u Seulu. Tako je u susretu skupine protiv reprezentacije SAD-a ubacila 16 koševa uz 3 skoka, dok je u završnoj utakmici olimpijskog turnira, istim protivnicama ubacila 13 koševa uz 10 skokova.